# 多田義俊
多田 義俊（ただ よしとし、元禄7年（1694年） - 寛延3年9月13日（1750年10月12日））は、江戸時代の国学者、有職故実家、浮世草子作者。浮世草子作者としては、多田 南嶺（ただ なんれい）と号した。姓は多田氏、のちに桂氏。名は義寛・満泰・義俊・秀樹・政仲。通称は兵部。号は南嶺のほかに、男鈴・春塘・随時翁など。

## 来歴
摂州多田社の御家人の家に生まれたとされる。13歳頃までに大坂で鳥山芝軒・青木主計らに漢学と垂加神道を学び、10代後半には京都に上り、歌学・官職学・吉田垂加神道を学んだ。27-28歳頃から大坂で官職学・神道を教授した後、再び京都に上り、壺井義知に有職故実を学ぶ。しかし、『旧事紀偽書明証考』が原因で壺井から義絶される。それ以降は各地で講義を行い、名古屋で河村秀穎・河村秀根を門弟に得た。
学者としての活躍のほか、随筆や語学書の執筆、八文字屋本の刊行、俳諧など、その活動は多岐にわたる。

## 著書
南嶺の実作か否か、判然としない作品も多い。神谷勝広は南嶺作とされる作品のうち、南嶺実作は28作品、留保作が8作品、非南嶺作が2作品とした。
国学
- 『神学在疑録』
- 『神学在疑録』
- 『旧事紀偽書証考』
- 『神明憑談』

随筆
- 『南嶺子』
- 『南嶺遺稿』

有識故実
- 『武家故実奥儀伝』
- 『職原鈔弁講』

語学書
- 『以呂波声母伝』

浮世草子
- 『鎌倉諸芸袖日記』